# Абдуразаков Малік Абдуразакович
Малік Абдуразакович Абдуразаков (нар. 1919, місто Наманган, тепер Узбекистан — 15 червня 1973, місто Ташкент, Узбекистан) — радянський державний діяч, секретар ЦК КП Узбекистану, 1-й секретар ЦК ЛКСМ Узбекистану, 1-й секретар Ташкентського обласного та міського комітетів КП Узбекистану. Кандидат у члени Бюро ЦК КП Узбекистану. Кандидат у члени ЦК КПРС у 1961—1971 роках. Депутат Верховної ради Узбецької РСР. Депутат Верховної Ради СРСР 4—7-го скликань. 

## Життєпис
Народився в родині робітника.
З 1933 по 1940 рік працював у системі народної освіти Узбецької РСР — піонервожатим, учителем, директором школи, інспектором Наманганського міського відділу народної освіти.
У 1938 році закінчив Наманганське педагогічне училище Узбецької РСР.
Член ВКП(б) з 1940 року.
У 1940—1944 роках — на комсомольській роботі: 1-й секретар Наманганського міського комітету ЛКСМ Узбекистану; секретар із пропаганди і агітації Ферганського обласного комітету ЛКСМ Узбекистану; 1-й секретар Наманганського обласного комітету ЛКСМ Узбекистану.
У 1944—1948 роках — секретар із кадрів, 2-й секретар ЦК ЛКСМ Узбекистану.
У 1948 році заочно закінчив Вищу партійну школу при ЦК ВКП(б).
У 1948—1951 роках — 2-й секретар Кашкадар'їнського обласного комітету КП(б) Узбекистану.
У січні 1951 — грудні 1952 року — 1-й секретар ЦК ЛКСМ Узбекистану.
27 серпня 1952 — квітень 1955 року — 1-й секретар Ташкентського міського комітету КП Узбекистану.
31 травня 1955 — лютому 1961 року — секретар ЦК КП Узбекистану.
У лютому 1961 — 24 грудня 1962 року — 1-й секретар Ташкентського обласного комітету КП Узбекистану.
24 грудня 1962 — грудень 1964 року — 1-й секретар Ташкентського сільського обласного комітету КП Узбекистану.
У грудні 1964 — січні 1970 року — 1-й секретар Ташкентського обласного комітету КП Узбекистану.
29 січня 1970 — 15 червня 1973 року — міністр заготівель Узбецької РСР.
Помер 15 червня 1973 року в місті Ташкенті.

## Нагороди
- п'ять орденів Трудового Червоного Прапора (11.1.1957, 4.08.1969)
- медалі